# Steve Knight
Stephen Thomas Knight dit Steve Knight, né le 17 décembre 1966 sur l'Edwards Air Force Base, est un homme politique américain, représentant républicain de Californie à la Chambre des représentants des États-Unis de 2015 à 2019.

## Biographie

### Famille, carrière et débuts en politique
Steve Knight est né sur la base Edwards en Californie. Son père, Pete Knight, était pilote de la United States Air Force et sénateur républicain de la vallée d'Antelope.
Après l'United States Army, il travaille pendant dix-huit ans au sein du Los Angeles Police Department. Il entre au conseil municipal de Palmdale en 2005. Il est élu en 2008 à l'Assemblée de l'État de Californie. En 2012, il est élu au Sénat californien.

### Représentant des États-Unis
Lors des élections de 2014, il est candidat à la Chambre des représentants des États-Unis dans le 25e district de Californie. Le représentant républicain sortant Buck McKeon (en) n'est pas candidat à sa réélection. Le district comprend le nord du comté de Los Angeles et Simi Valley dans le comté de Ventura. La circonscription a voté pour Barack Obama en 2008 mais pour Mitt Romney en 2012. Knight arrive deuxième de la primaire derrière un autre républicain, Tony Strickland, soutenu par McKeon. Durant la campagne, il est critiqué pour son vote contre l'interdiction de souvenirs confédérés dans les boutiques détenues par l'État de Californie. Il attaque Strickland sur le fait qu'il vive dans un district voisin. Si Strickland est soutenu par Kevin McCarthy et la Chambre de commerce des États-Unis et lève cinq fois plus de fonds que Knight, celui-ci dispose d'un large soutien d'élus locaux. Le démocrate Lee Rogers, arrivé en troisième position de la primaire, apporte son soutien à Knight avant de se rétracter, l'estimant trop conservateur. Cependant, il accepte que sa photo et une citation de lui soient envoyées aux démocrates au profit de la candidature de Knight, qu'il juge plus honnête que Strickland. Steve Knight est élu représentant avec 53,5 % des voix.
Candidat à un second mandat en 2016, il arrive en tête de la primaire du 7 juin. Il réunit 48,3 % des suffrages devant les démocrates Bryan Caforio (29 %) et Lou Vince (15,4 %) et le républicain Jeffrey Moffatt (7,3 %). L'élection reste cependant indécise : les démocrates sont désormais plus nombreux que les républicains dans le district et la candidature de Donald Trump à la présidentielle pourrait le handicaper. Son adversaire est critiqué pour son parachutage et Knight reçoit le soutien du démocrate Vince, troisième homme de la primaire. Il est réélu avec six points d'avance sur Caforio.
En 2018, Knight remporte la primaire avec environ 53 % des voix, devant les démocrates Katie Hill (20 %) et Bryan Caforio (18 %). Il est toutefois considéré comme l'un des républicains les plus vulnérables de Californie, dans une circonscription qui a donné sept points d'avance à Hillary Clinton en 2016. Lors de l'élection générale du 6 novembre, il est finalement battu par Hill. Lorsque Katie Hill démissionne de son siège fin 2019, Knight se porte candidat pour reconquérir le district. Il termine en troisième position de la primaire derrière la députée démocrate Christy Smith et l'ancien militaire républicain Mike Garcia, soutenu par de nombreux élus locaux.